# 桃川燕雄
桃川 燕雄（ももかわ  えんゆう、1888年12月21日 ‐ 1964年4月2日）は、日本の講談師。本名:河久保金太郎。

## 人物
東京府四谷の生まれ。1903年に桃川実（1846-1905）に入門し燕雄となる。生涯この名で通す。桃川実の死後は2代目桃川如燕門下へ、如燕死後は桃川若燕の身内で戦前まで活躍。真打昇進せず万年前座の扱いだった。戦後は貧窮極まる生活であったが仲間や講談組合の助力で1953年11月より復帰し、1956年真打昇進。長く谷中初音町に居住していた。
無類の記憶力と博識から無数の演題を演じ、多くの同業者が教えを受けた貴重な存在だったが、伝統に即した古風な芸風が時代に合わず名人ではなかった。「寛政力士伝」「佐倉義民伝」「慶安太平記」などを得意とした。
小金井芦州は多くの演目を教わっている。
晩年、安藤鶴夫の直木賞受賞作「巷談本牧亭」のモデルとして一躍有名になった。1964年4月2日死去。享年76。墓所は谷中本授寺。